# العلاقات القطرية الهايتية
العلاقات القطرية الهايتية هي العلاقات الثنائية التي تجمع بين قطر وهايتي.

## مقارنة بين البلدين
هذه مقارنة عامة ومرجعية للدولتين:
| وجه المقارنة                                              | قطر           | هايتي                                |
| --------------------------------------------------------- | ------------- | ------------------------------------ |
| المساحة (كم2)                                             | 11.44 ألف     | 27.75 ألف                            |
| عدد السكان (نسمة)                                         | 2.64 مليون    | 10.98 مليون                          |
| الكثافة السكانية (ن./كم²)                                 | 230.77        | 395.68                               |
| العاصمة                                                   | الدوحة        | بورت أو برانس                        |
| اللغة الرسمية                                             | اللغة العربية | لغة فرنسية، اللغة الكريولية الهايتية |
| العملة                                                    | ريال قطري     | جوردة هايتية                         |
| الناتج المحلي الإجمالي (بليون دولار)                      | 167.61 مليار  | 8.41 مليار                           |
| الناتج المحلي الإجمالي (تعادل القوة الشرائية) بليون دولار | 316.40 مليار  | 18.82 مليار                          |
| الناتج المحلي الإجمالي الاسمي للفرد دولار أمريكي          | 73.65 ألف     | 818                                  |
| الناتج المحلي الإجمالي للفرد دولار أمريكي                 | 141.54 ألف    | 1.73 ألف                             |
| مؤشر التنمية البشرية                                      | 0.850         | 0.483                                |
| رمز المكالمات الدولي                                      | +974          | +509                                 |
| رمز الإنترنت                                              | .qa           | .ht                                  |
| المنطقة الزمنية                                           | ت ع م+03:00   | 00                                   |

## منظمات دولية مشتركة
يشترك البلدان في عضوية مجموعة من المنظمات الدولية، منها:
| علم المنظمة | اسم المنظمة                               | تاريخ انضمام قطر | تاريخ انضمام هايتي |
| ----------- | ----------------------------------------- | ---------------- | ------------------ |
|             | يونسكو                                    | 27 يناير 1972    | 18 نوفمبر 1946     |
|             | وكالة ضمان الاستثمار متعدد الأطراف        | 22 أكتوبر 1996   | 11 ديسمبر 1996     |
|             | الأمم المتحدة                             | 21 سبتمبر 1971   | 24 أكتوبر 1945     |
|             | الاتحاد البريدي العالمي                   | ?                | ?                  |
|             | البنك الدولي للإنشاء والتعمير             | 25 سبتمبر 1972   | 8 سبتمبر 1953      |
|             | الاتحاد الدولي للاتصالات                  | 27 مارس 1973     | 10 أكتوبر 1927     |
|             | منظمة حظر الأسلحة الكيميائية              | ?                | ?                  |
|             | مؤسسة التمويل الدولية                     | 11 أكتوبر 2008   | 20 يوليو 1956      |
|             | المركز الدولي لتسوية المنازعات الاستشارية | 20 يناير 2011    | 26 نوفمبر 2009     |
|             | منظمة التجارة العالمية                    | ?                | ?                  |
|             | منظمة الشرطة الجنائية الدولية             | ?                | ?                  |

## وصلات خارجية
- موقع وزارة الخارجية القطرية
- موقع وزارة الخارجية الهايتية